# 100 szóban Budapest

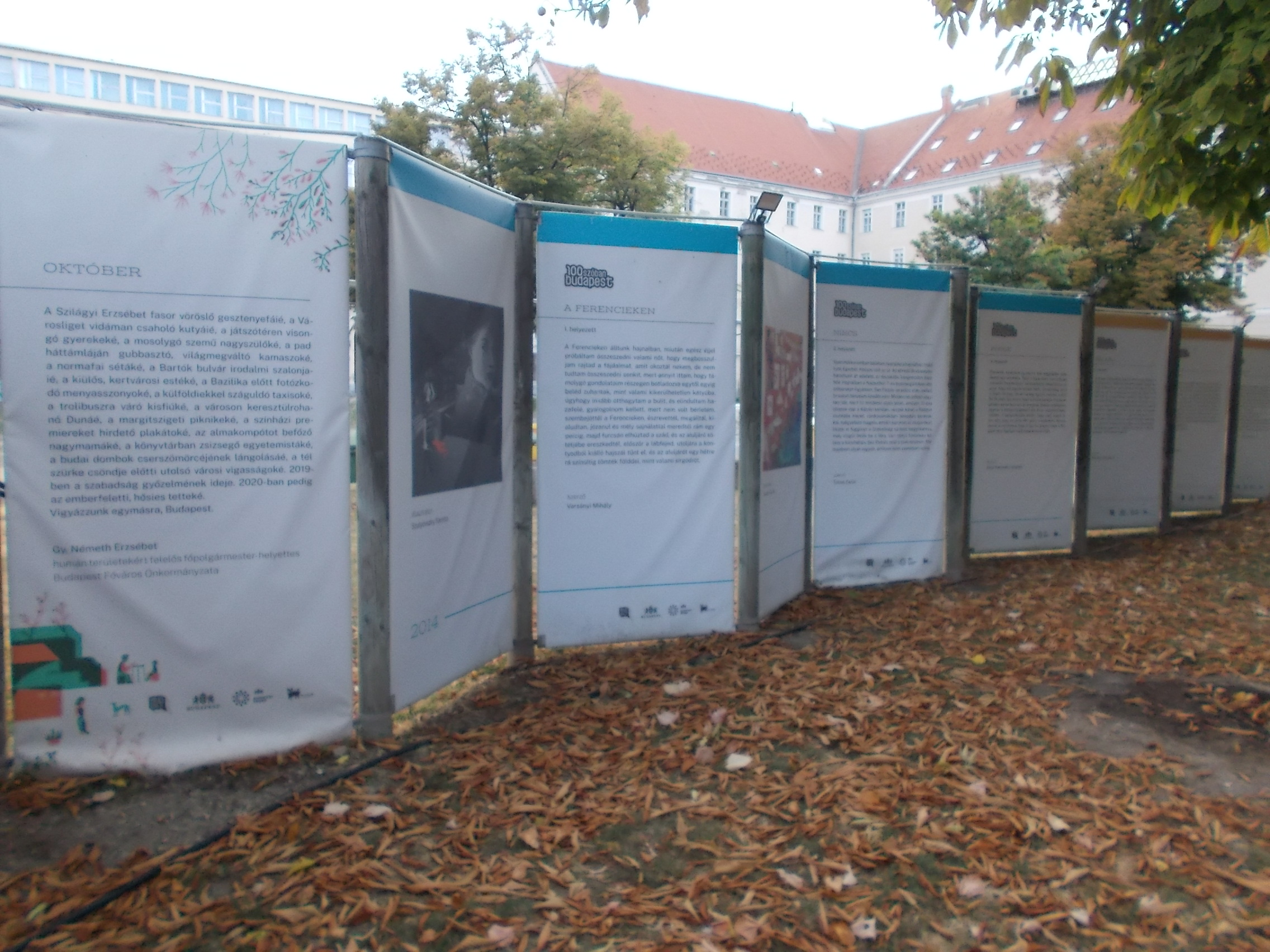
Kiállított művek 2021-ben a Városháza Parkban

A 100 szóban Budapest egy novellaíró-pályázat, amelyet 2014 óta hirdet meg a Mindspace nonprofit szervezet. Az alapötletet a chilei Santiago en 100 palabras adta, melyet 2001 óta rendeznek meg. A pályázatra Budapesthez kapcsolódó, korábban nem publikált, legfeljebb száz szóból álló mininovellákkal lehet nevezni, ezek közül zsűri válogatja ki a száz legjobbat, amelyek könyvben is megjelennek; a tizenkét legjobbat művészek illusztrálják. 2018-tól a könyv a POKET Zsebkönyvek automatáiban kapható.
A 2020-as könyv megjelenését kiállítás kíséri, amely november 17-én nyílt meg az V. kerületi Városháza Parkban. Erre a pályázatra rekordszámú, 2300 írás érkezett. 2020-21-ben november 17-én (Budapest napja) jelent meg a kötet. A 2021-es pályázatnál a 23 legjobb pályázathoz készítenek illusztrációt grafikusok, és a 23 kerület mindegyikében közszemlére helyeznek egy-egy történetet a hozzá készült grafikával. 2023-ban bejelentették, hogy anyagi okok miatt felfüggesztik a pályázatot.
Magyarországon Veszprémben rendezték még meg a pályázatot, lásd: 100 szóban Veszprém.

## Külső hivatkozások
- Hivatalos oldal Archiválva 2022. november 19-i dátummal a Wayback Machine-ben
- Hivatalos Facebook-oldal
- A 2016-os zsebkönyv PDF formátumban